# Per Blom
Per Blom, född 5 maj 1946 i Hov i Land, död 13 februari 2013, var en norsk filmregissör och manusförfattare.

## Regi i urval
- 1987 - Is-slottet
- 1974 - Mors hus
- 1973 - Anton

## Filmmanus
- 1977 - Den allvarsamma leken
- 1973 - Anton